# Magnezon
Magnezon – organiczny związek chemiczny, barwnik azowy stosowany w chemii analitycznej do wykrywania magnezu. W środowisku alkalicznym z jonami magnezu wytrąca niebieskawy osad.
| Magnezon | Magnezon | Magnezon |
| -------- | -------- | -------- |
| pH < 11  | ⇄        | pH > 13  |

Magnezon jest wskaźnikiem pH, zmieniającym barwę przy pH 11–13 z żółtej na fiołkową. Jest też stosowany jako wskaźnik do miareczkowania słabych kwasów w układach niewodnych. W dimetyloformamidzie przy miareczkowaniu n-butyloaminą roztwór zmienia barwę z czerwonej na niebieską.
Można go otrzymać praktycznie ilościowo z rezorcynolu i 4-nitroaniliny w obecności źródła kationów nitrozoniowych [N≡O]+
 na podłożu stałym. W pierwszym etapie nitroanilina ulega przekształceniu w odpowiednią sól diazoniową, którą poddaje się sprzęganiu z rezorcynolem.